# Skipas
Een skipas of liftjespas is een toegangskaart of vervoerbewijs dat toegang verleent tot de skiliften van een bepaald wintersportgebied. Voor de opkomst van elektronische chipkaarten en contactloze toegangspoortjes aan de skiliften, droegen skiërs hun pas vaak zichtbaar op hun skikleding. Formules en prijzen verschillen per land en skigebied. De markt voor toegangssystemen in skigebieden wordt gedomineerd door de Oostenrijkse bedrijven Skidata en Axess.

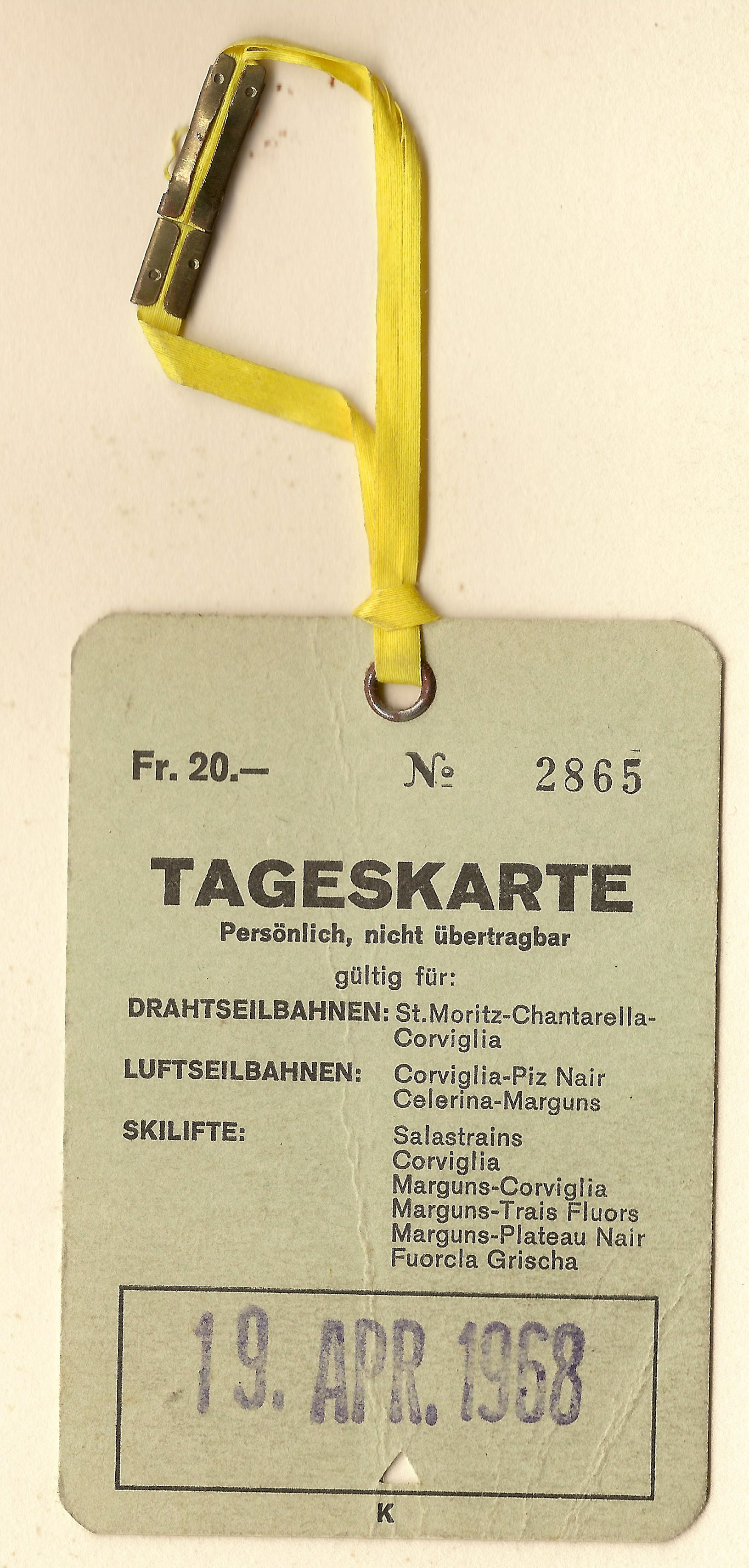
Zwitserse dagkaart, 1968
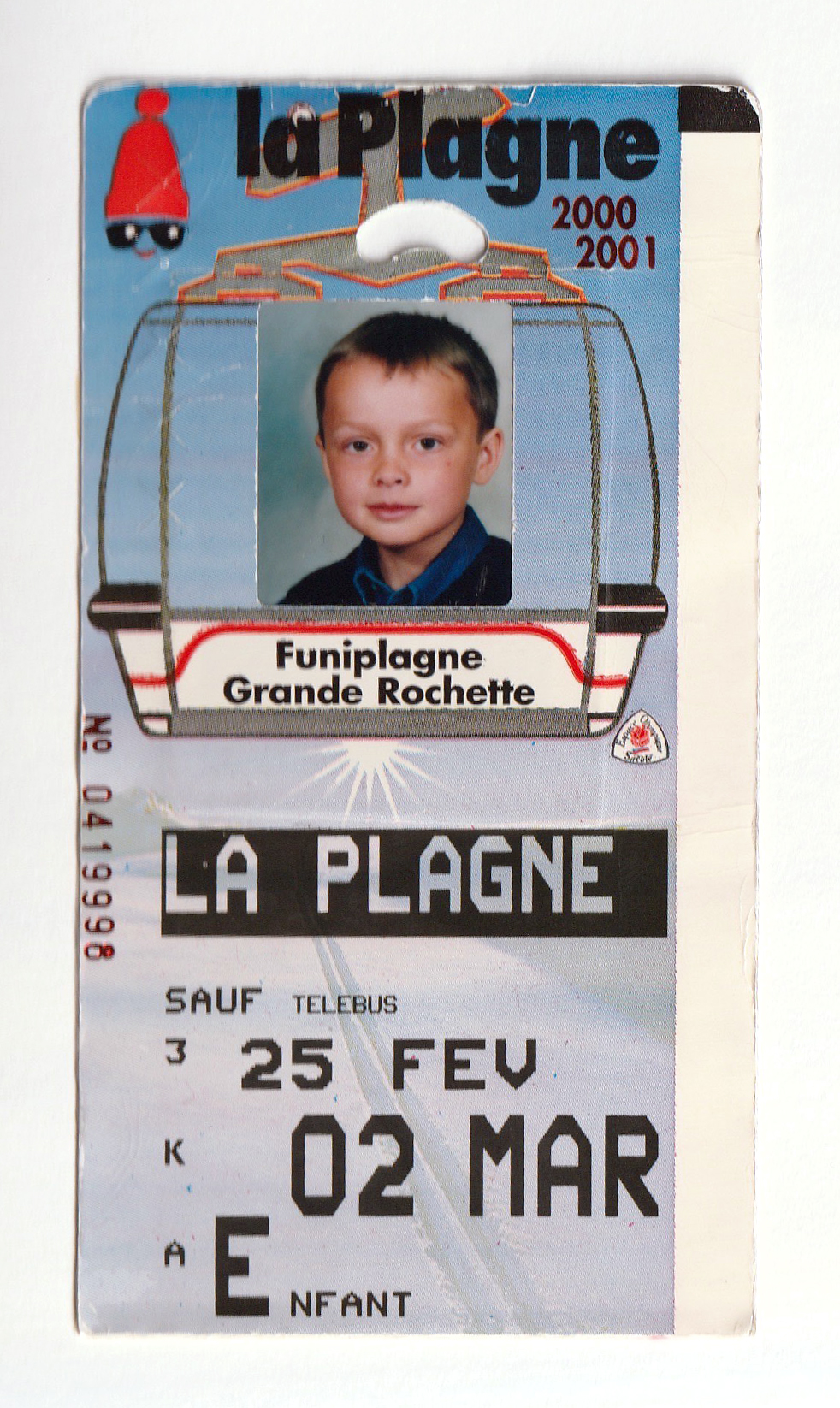
Franse skipas, 2000